# Blair Tefkin
Blair Tefkin (Los Ángeles, 9 de diciembre de 1959) es una actriz y cantautora estadounidense.
Es conocida por su papel como Robin Maxwell en la miniserie de ciencia ficción de 1983 V, la secuela de las series de 1984 V: The Final Battle, y V: The Series. Otros papeles importantes en televisión incluyen el interés amoroso de Chris Elliott, Charlene, en Búscate la vida.
Entre sus papeles en cine se incluyen Fast Times at Ridgemont High (acreditada como Blair Ashleigh), Three for the Road junto a Charlie Sheen, Inside Monkey Zetterland, Dream Lover con James Spader, y The Anniversary Party con Gwyneth Paltrow. Dos de las canciones originales de Tefkin aparecen en la banda sonora del aniversario.
Blair fue miembro de The Groundlings donde también actuó en la comedia de Just Like The Pom Pom Girls (con la cual ganó los premios de L.A. Weekly y Dramalogue). Se convirtió en una estrella con la versión cinematográfica de A Sinful Life, como Baby Bump.